# Червоні вогні (фільм, 2012)
«Червоні вогні» (англ. Red Lights) — іспано-американський драматичний трилер іспанського режисера Родріґо Кортес (також був сценаристом і продюсером), що вийшов 2012 року.
Продюсуванням картини також зайнялися Адріан Ґуерра і Сінді Кауен. Прем'єра фільму відбулася 20 січня 2012 року у США на кінофестивалі «Санденс». В Україні прем'єра відбулась на 19 липня 2012 року.

## Сюжет
| Парапсихолог Маргарет Метісон вивчає паранормальні явища і вже стоїть на порозі приголомшливих відкриттів. У своїх дослідженнях вона звертається за допомогою до знаменитого колись екстрасенса, який погоджується повернутися до свого заняття через 30 років, не підозрюючи, чим можуть обернутися небезпечні досліди з невідомим... |

## У ролях
| Актор            | Персонаж                                       | Роль                                                               |
| ---------------- | ---------------------------------------------- | ------------------------------------------------------------------ |
| Кілліан Мерфі    | Том Баклі (англ. Tom Buckley)                  | асистент Марґарет Метісон, вчений-фізик                            |
| Сіґурні Вівер    | Марґарет Метісон (англ. Margaret Matheson)     | викладач університету, займається дослідженням паранормальних явищ |
| Роберт де Ніро   | Саймон Сільвер (англ. Simon Silver)            | колишній медіум                                                    |
| Джоелі Річардсон | Моніка Гендсен (англ. Monica Handsen)          |                                                                    |
| Елізабет Олсен   | Саллі Оуен (англ. Sally Owen)                  |                                                                    |
| Крейґ Робертс    | Бен (англ. Ben)                                |                                                                    |
| Тобі Джонс       | доктор Пол Шеклтон (англ. Dr. Paul Shackleton) |                                                                    |
| Берн Ґорман      | Бенедикт Косел (англ. Benedict Cosell)         |                                                                    |

## Критика
Фільм отримав загалом позитивні відгуки від Internet Movie Database — 6,1/10 (22 138 голосів), негативні: Rotten Tomatoes дав оцінку 29% на основі 84 відгуків від критиків і 36% від глядачів із середньою оцінкою 3/5, від Metacritic — 36/100 (22 відгуків) і 5,4/10 від глядачів.

## Про фільм

### Цікаві факти[10]
- У відеолабораторії, де працює Баклі, є копія відомого постера «I Want To Believe» (укр. Я хочу вірити) з X Files, проте вислів змінено «I Want To Understand» (укр. Я хочу розуміти)
- Іспанський режисер Южініо Міра грає 30-річного героя де Ніро.

### Ляпи[11]
- У кінці фільму Баклі дивиться на свою долоню лівої руки і бачить монету. Наступного кадру він тримає її у правій.